# Bzana
Bzana (en georgiano: ბზანა) o Bzankit (en abjasio: Бзанкыт, romanizado: Bzankyt) es una aldea que pertenece a la parcialmente reconocida República de Abjasia, dentro del distrito de Ochamchire, aunque de iure es parte del municipio de Ochamchire de la República Autónoma de Abjasia de Georgia.

## Geografía
Bzana se encuentra a orillas del río Dgamshi, a 24 km de Ochamchire. Las aldea se administra desde el pueblo de Kutoli.  